# 缗城堌堆遗址
缗城堌堆遗址，位于山东省济宁市金乡县卜集乡缗城堆村，是中华人民共和国山东省文物保护单位之一。
1992年6月12日，授予山东省文物保护单位，是一座古遗址。